# Кампоросо
Кампоро̀со (на италиански и на лигурски: Camporosso) е градче и община в Северна Италия, провинция Империя, регион Лигурия. Разположено е на 162 m надморска височина. Населението на общината е 5427 души (към 2011 г.).